# Kovin
Kovin (en serbe cyrillique : Ковин ; en roumain : Cuvin ; en hongrois : Kevevára ; en  allemand : Kubin) sont une ville et une municipalité de Serbie situées dans la province autonome de Voïvodine. Elles font partie du district du Banat méridional. Au recensement de 2011, la ville comptait 13 499 habitants et la municipalité dont elle est le centre 33 725.

## Géographie

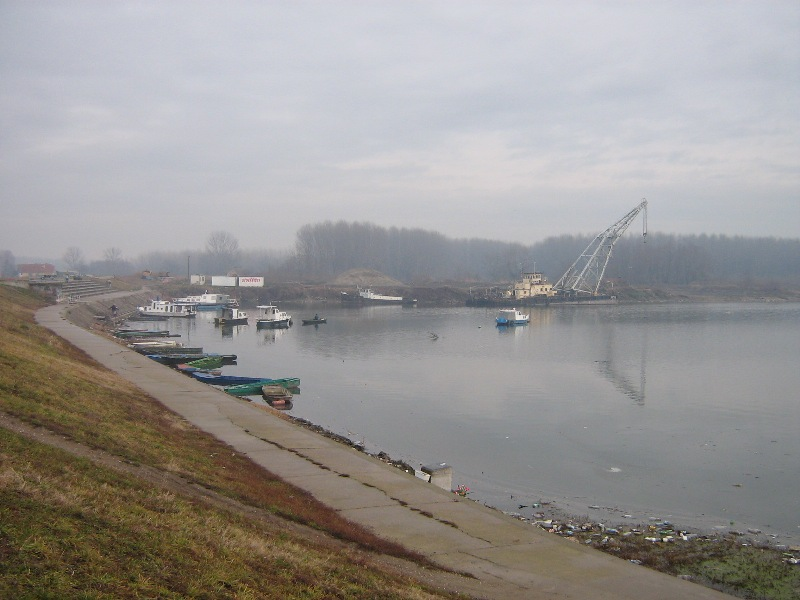
Le Danube à Kovin
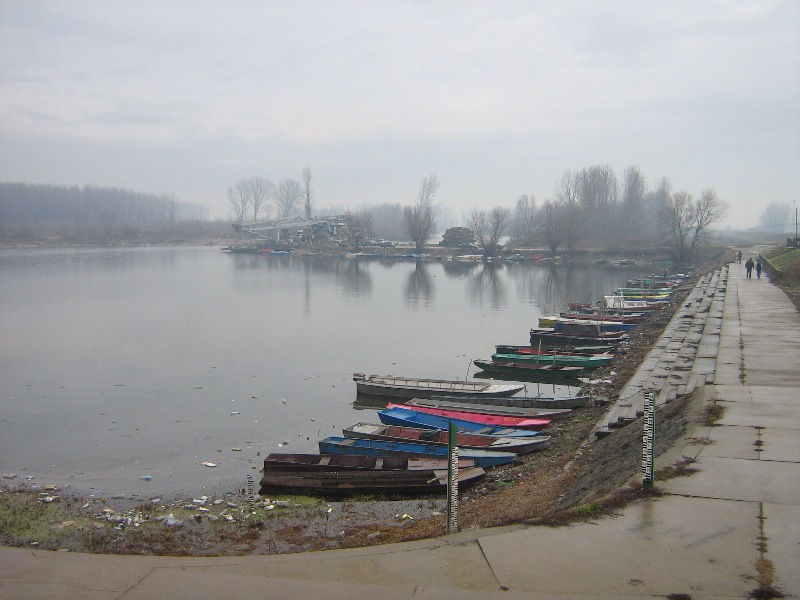
Le Danube à Kovin

## Histoire
La municipalité conserve les vestiges d'une ancienne forteresse romaine qui portait le nom de Contra Margum. Aux IXe et Xe siècles, cette région était peuplée par les Slaves et le voïvode bulgare Glad y exerçait son autorité. Glad fut battu par les Hongrois et la région fut rattachée au royaume de Hongrie. Au XIe siècle, un des descendants de Glad, Ahtum, domina la région mais il fut battu lui aussi par les Hongrois.

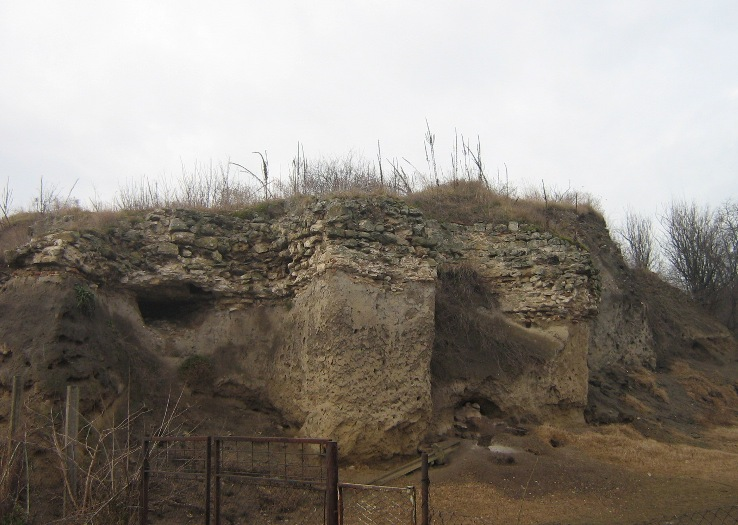
Ruines de la forteresse de Kovin

Kovin est mentionnée pour la première fois au XIIe siècle comme capitale d'un comté qui incluait la plus grande partie du Banat occidental. À partir du XIVe siècle, la ville fut peuplée par des Serbes qui fuyaient leur pays devant l'avancée des Ottomans. Le despote serbe Lazar Branković prit le contrôle de la cité en 1457, mais l'année suivante, la ville fut de nouveau conquise par les Hongrois.
Au XVIe siècle, Kovin fut rattachée à l'Empire ottoman et devint une partie de la province de Temeşvar. En 1716, la ville entra dans les possessions des Habsbourg et fut rattachée au voïvodat de Serbie et du banat de Tamiš jusqu'en 1751, quand elle fut intégrée à la province de la Frontière militaire et dans la Krajina du Banat.
Au cours de la révolution de 1848-1849, Kovin fit partie de la Voïvodine de Serbie mais, dès 1849, elle réintégra la province autrichienne de la Frontière militaire. En 1873, cette Frontière fut supprimée et Kovin fut incorporée au comitat de Temes, à l'intérieur du royaume de Hongrie.
Au recensement de 1910, la municipalité de Kovin comptait 35 482 habitants, dont 16 795 parlaient serbe, 6 587 allemand, 5 705 roumain et 5 355 hongrois.
Après la dislocation de l'Autriche-Hongrie en 1918, Kovin fit partie du royaume des Serbes, Croates et Slovènes, qui, en 1929, devint le royaume de Yougoslavie.
Entre 1941 et 1944, la ville fut occupée par les puissances de l'Axe et fut rattachée à la province du Banat, région autonome à l'intérieur de la Serbie occupée.
En 1945, elle fit partie de la province autonome de Voïvodine à l'intérieur de la république fédérative socialiste de Yougoslavie. En 1992, Kovin fit partie de la république fédérale de Yougoslavie, puis de la Serbie-et-Monténégro. Depuis 2006, la ville fait partie de la Serbie indépendante.

## Localités de la municipalité de Kovin

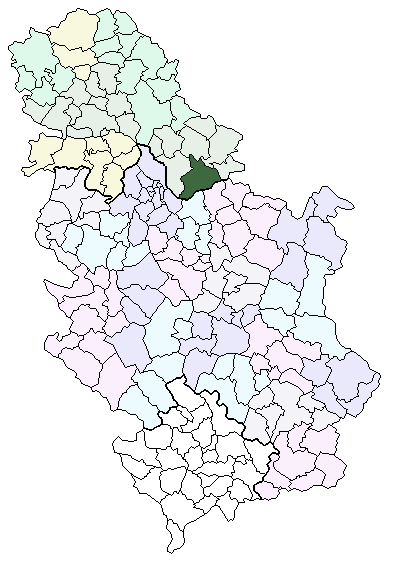
Localisation de la municipalité de Kovin en Serbie
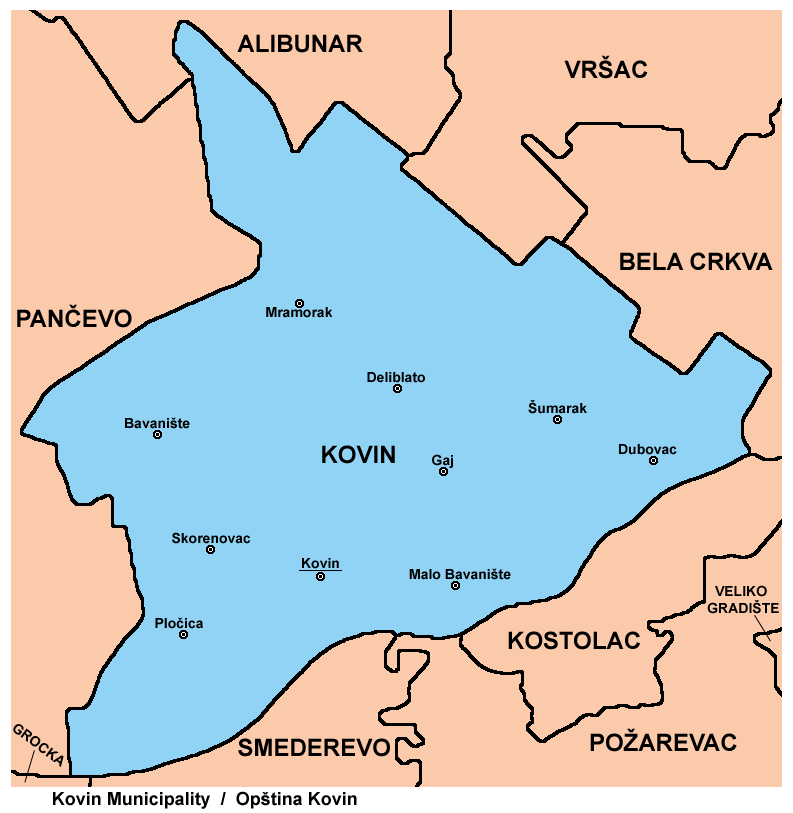
Localités de la municipalité de Kovin

La municipalité de Kovin compte 10 localités :
- Bavanište
- Gaj
- Deliblato
- Dubovac
- Kovin
- Malo Bavanište
- Mramorak
- Pločica
- Skorenovac
- Šumarak

Kovin est officiellement classée parmi les « localités urbaines » (en serbe : градско насеље et gradsko naselje) ; toutes les autres localités sont considérées comme des « villages » (село/selo).

## Démographie

### Ville

#### Évolution historique de la population dans la ville
| 1900  | 1948  | 1953  | 1961   | 1971   | 1981   | 1991   | 2002   | 2011   |
| ----- | ----- | ----- | ------ | ------ | ------ | ------ | ------ | ------ |
| 7 354 | 8 309 | 9 766 | 11 986 | 12 408 | 13 779 | 13 669 | 14 250 | 13 499 |

### Municipalité

#### Évolution historique de la population dans la municipalité
| 1910   | 1931   | 1961   | 1991   | 2002   | 2011   |
| ------ | ------ | ------ | ------ | ------ | ------ |
| 34 034 | 35 600 | 39 994 | 38 263 | 36 802 | 33 725 |

#### Répartition de la population par nationalités dans la municipalité (1910-1991)
| Année | Population | Serbes  | Allemands | Roumains | Hongrois | Croates | Roms   | Slovaques | Autres  |
| 1910. | 34 034     | 45,52 % | 19,30 %   | 16,65 %  | 15,64 %  | 0,09 %  | 1,28 % | 0,12 %    | 1,70 %  |
| 1931. | 35 600     | 50,66 % | 20,68 %   | n. c.    | 13,0 %   | n. c.   | n. c.  | n. c.     | 15,64 % |
| 1961  | 39 994     | 73,1 %  | n. c.     | 17,6 %   | 13,59 %  | n. c.   | 0,04 % | 0,14 %    | 5,27 %  |
| 1991  | 38 263     | 73,53 % | 0,20 %    | 4,54 %   | 10,28 %  | 0,39 %  | 2,47 % | 0,05 %    | 8,54 %  |

#### Répartition de la population dans la municipalité (2002)
Les localités de Kovin, Bavanište, Gaj, Deliblato, Dubovac, Malo Bavanište, Mramorak et Pločica sont peuplées par une majorité de Serbes ; Skorenovac est habité par une majorité de Hongrois et Šumarak possède une population mêlée, avec une majorité relative de Hongrois.

## Religions

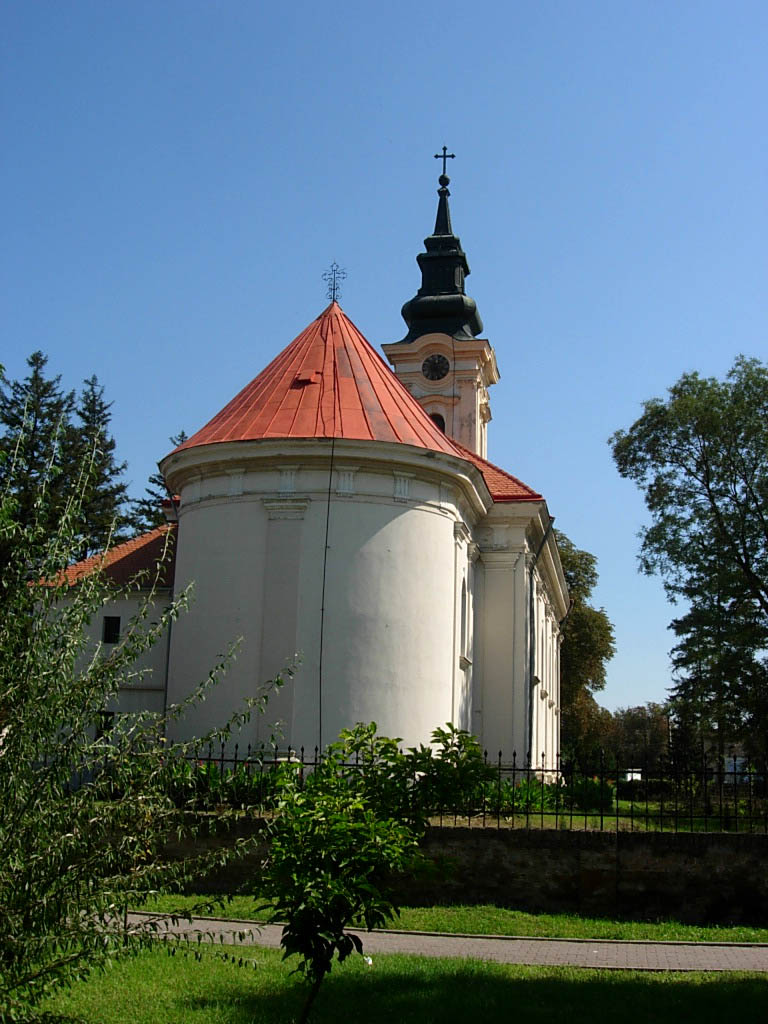
L'église catholique Sainte-Thérèse-d'Avila de Kovin
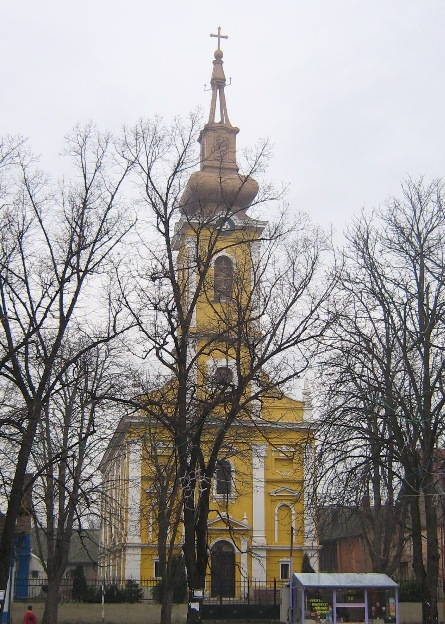
L'église orthodoxe roumaine de Kovin

## Politique
À la suite des élections locales serbes de 2008, les 45 sièges de l'assemblée municipale de Kovin se répartissaient de la manière suivante, :
| Parti                                          | Sièges |
| ---------------------------------------------- | ------ |
| Pour un Kovin européen                         | 14     |
| Mouvement « Renaissance »                      | 10     |
| Parti progressiste serbe                       | 9      |
| Parti socialiste de Serbie - Serbie unie       | 8      |
| Parti démocratique de Serbie - Nouvelle Serbie | 3      |
| Coalition hongroise                            | 1      |

Slavko Branković, qui dirigeait la coalition soutenue par le président Boris Tadić, a été élu président (maire) de la municipalité de Kovin,.
La liste « Renaissance » était dirigée par Sava Krstić, le directeur de l'usine Utva silosi Kovin.

## Économie
Kovin est le siège de la société Utva silosi, qui travaille dans le domaine de la métallurgie ; elle produit notamment des feuilles et des plaques d'acier, des tubes métalliques destinés à des emplois variés, meubles en métal, vélos, motos, automobiles, machines et industrie du bâtiment, et des silos et toutes sortes d'équipements métalliques pour les silos.

## Tourisme

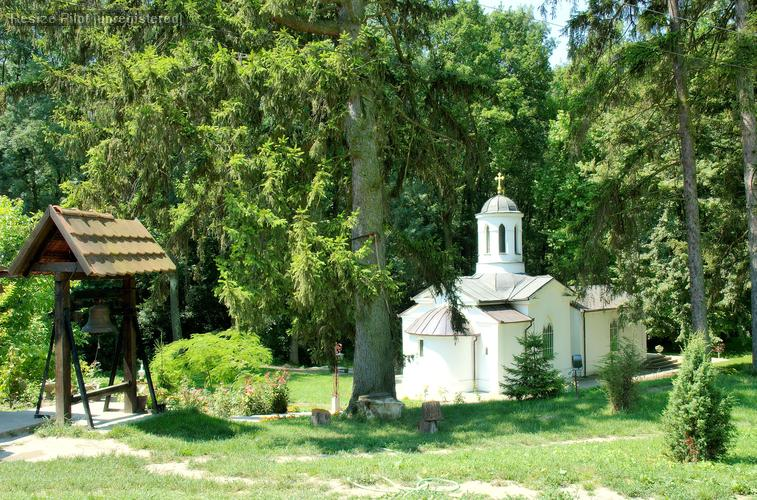
Le monastère de Bavanište

Kovin est situé à proximité de deux sites naturels protégés, la Deliblatska peščara, près du village de Deliblato, un ensemble de dunes de sable qui lui vaut le surnom « Sahara de l'Europe », et le site de Labudovo okno, qui, depuis 2006, est inscrit sur la liste des sites Ramsar pour la conservation et l'utilisation durable des zones humides.
Le monastère orthodoxe serbe de Bavanište est situé dans le village éponyme de Bavanište.

## Personnalités
L'architecte Svetozar Ivačković (1844-1924) est né à Deliblato, près de Kovin ; il a construit, entre autres, l'église de la Transfiguration à Pančevo et l'église Saint-Nicolas dans le Nouveau cimetière de Belgrade.
Darko Kovačević, un footballeur, est né à Kovin en 1973.

## Coopération internationale
Kovin a signé des accords de partenariat avec les villes suivantes :
- Smederevo (Serbie)
- Zubin Potok (Kosovo)
- Sirač (Croatie)
- Ráckeve (Hongrie)
- Arad (Roumanie)
- Kavadartsi (Macédoine)